# Artemizja
Artemizja – greckie imię żeńskie.
Znane postacie:
- Artemizja – królowa Halikarnasu z czasów wojen grecko-perskich.
- Artemizja II – żona (lub siostra) władcy karyjskiego Mauzolosa, który panował w I połowie IV wieku p.n.e. Po jego śmierci w 352 roku p.n.e. Artemizja wzniosła halikarnaskie Mauzoleum (Muzejon), uznawane za jeden z 7 cudów świata.
- Artemizja (obraz Rembrandta)
- Artemisia Gentileschi – włoska malarka reprezentująca wczesny barok